# 蘇德 (密蘇里州)
蘇德（英語：Souder）是位於美國密蘇里州歐扎克縣的非建制地區。

## 歷史
蘇德的郵局於1903年設立，1911年關閉後又於1915年重啟，其後於1988年停運。

## 地理
蘇德所處的海拔為高於海平面253米（即830英呎），而該地所採用的時區為UTC-6，即北美中部時區（CST）。同時該地設有夏令時間，為UTC-6調快一小時，即UTC-5（CDT）。